# 5535 Аннафранк
5535 Аннафранк (5535 Annefrank) — це кам'янистий астероїд головного поясу, відкритий 23 березня 1942 року і пізніше названий на честь Анни Франк. Є членом сім'ї Флори, має діаметр близько 4,5 км і, ймовірно, є контактно-подвійним. Був використаний як мішень для відпрацювання техніки прольоту, яку космічний апарат «Стардаст» пізніше використав на кометі 81P/Вільда.

## Відкриття й назва
Астероїд був відкритий 23 березня 1942 року під час Другої світової війни німецьким астрономом Карлом Рейнмутом в Гайдельберзькій обсерваторії на південному заході Німеччини та отримав тимчасове позначення 1942 EM.
В 1978 році астероїд був перевідкритий в Кримській астрофізичній обсерваторії на півдні України та отримав інше тимчасове позначення 1978 EK6.
Астероїд назвали на честь Анни Франк (1929—1945), нідерландської дівчинки, яка загинула у концентраційному таборі, а її щоденник став одним з найвідоміших пам'ятників Голокосту. Назва була запропонована Кристофером Ейкманом до 50-річчя закінчення військових дій Другої світової війни в Європі. Офіційна цитата про найменування була опублікована Центром малих планет 14 травня 1995 року.

## Орбіта і класифікація

Анімація траєкторії «Стардаста» с 7 февраля 1999 до 7 апреля 2011
«Стардаст»·
81P/Вільда·
Земля·
5535 Аннафранк·
9P/Темпеля

Аннефранк є членом сім'ї Флори, однієї з найбільших сімей кам'янистих астероїдів типу S у головному поясі. Він обертається навколо Сонця у внутрішньому головному поясі на відстані 2,1–2,4 а. о. від Сонця, роблячи один оберт раз на 3 роки і 3 місяці (1202 дні). Його орбіта має ексцентриситет 0,06 і нахил відносно екліптики 4°.

## Фізичні характеристики
Аннафранк є звичайним кам'яним астероїдом астероїдом типу S.

### Діаметр, альбедо і форма
2 листопада 2002 року космічний апарат «Стардаст» пролетів повз Аннуфранк на відстані 3079 км. Зображення, отримані космічним апаратом, показують розмір астероїда 6,6 × 5,0 × 3,4 км, — удвічі більше, ніж вважалося раніше. Зображення астероїда показало тіло у формі трикутної призми з кількома добре помітними ударними кратерами. За фотографіями було підраховано, що альбедо Аннифранк становить від 0,18 до 0,24. Попередній аналіз зображень «Стардаст» показує, що Аннафранк може бути контактно-подвійною системою, хоча існують інші можливі пояснення її спостережуваної форми.

### Обертання і полюси
У жовтні 2006 року наземні фотометричні спостереження астероїда були використані для визначення його періода обертання. Аналіз кривої блиску дав період 15.12 годин і амплітуду зміни яскравості 0,25 зоряних величини з двома альтернативними розв'язками для періоду — 12 і 22,8 годин відповідно.
У січні 2014 року фотометричні спостереження на Palomar Transient Factory показали період обертання 15.156 або 21.33 години з амплітудами 0,17 або 0,20 зоряної величини відповідно.
Дані кривої блиску свідчать про те, що Аннафранк не розсіює світло за законом Ламберта, а це означає, що на яскравість тіла сильно впливають такі особливості поверхні, як тіні від каменів і кратерів.
Найкоротша вісь тіла розташована приблизно перпендикулярно площині орбіти.